# 中義勝
中 義勝（なか よしかつ、1921年8月25日 - 1993年10月28日）は大阪府出身の法学者。専門は刑法。1946年（昭和21年）、関西大学法文学部卒業後、同大学法学部教授、学長。恩師は植田重正。

## 人物
出世作は『輓近錯誤理論の問題点』。『間接正犯』では、安易に間接正犯を認める通説を厳しく批判した。『誤想防衛論』では、団藤説を厳しく批判した。
主観的違法要素と間接正犯を巡る中＝中山論争は有名。『刑法上の諸問題』は重要な論文集。教科書として『講述犯罪総論』がある。

## 生涯
- 1921年　8月誕生
- 1943年　関西大学法文学部在籍中、学徒出陣で野砲兵第四連隊に入隊
- 1945年　10月復員
- 1946年　9月関西大学法学部法律学科卒業
- 1947年　関西大学大学院
- 1949年　関西大学法学部助手
- 1966年　4月関西大学学生部長
- 1968年　10月関西大学法学部長
- 1972年　10月法学博士（関西大学）（学位論文「誤想防衛論」）
- 1976年　関西大学学長
- 1990年　定年退職
- 1991年　福山平成大学副学長
- 1993年　10月死去

## 著書
- 『輓近錯誤理論の問題点』（1958年）
- 『間接正犯』（1963年）
- 『誤想防衛論』（1971年）
- 『刑法各論』（1975年）
- 『講述犯罪総論』（1980年）
- 『刑法上の諸問題』（1991年）